# The Nice
The Nice war eine englische Progressive-Rock-Band. Die Gruppe wurde im August 1967 von Begleitmusikern der Sängerin P. P. Arnold gegründet. Keith Emerson (Keyboards, Orgel), David O’List (Gitarre, Gesang), Brian Davison (Schlagzeug) und Lee Jackson (Bass, Gesang) vereinten in ihrem Musikstil Jazz und Rock mit der klassischen Musik. Zu ihren Interpretationen gehören beispielsweise Werke von Leonard Bernstein (America aus West Side Story), Johann Sebastian Bach (Brandenburgische Konzerte) und Jean Sibelius (Intermezzo from the Karelia Suite).

## Bandgeschichte

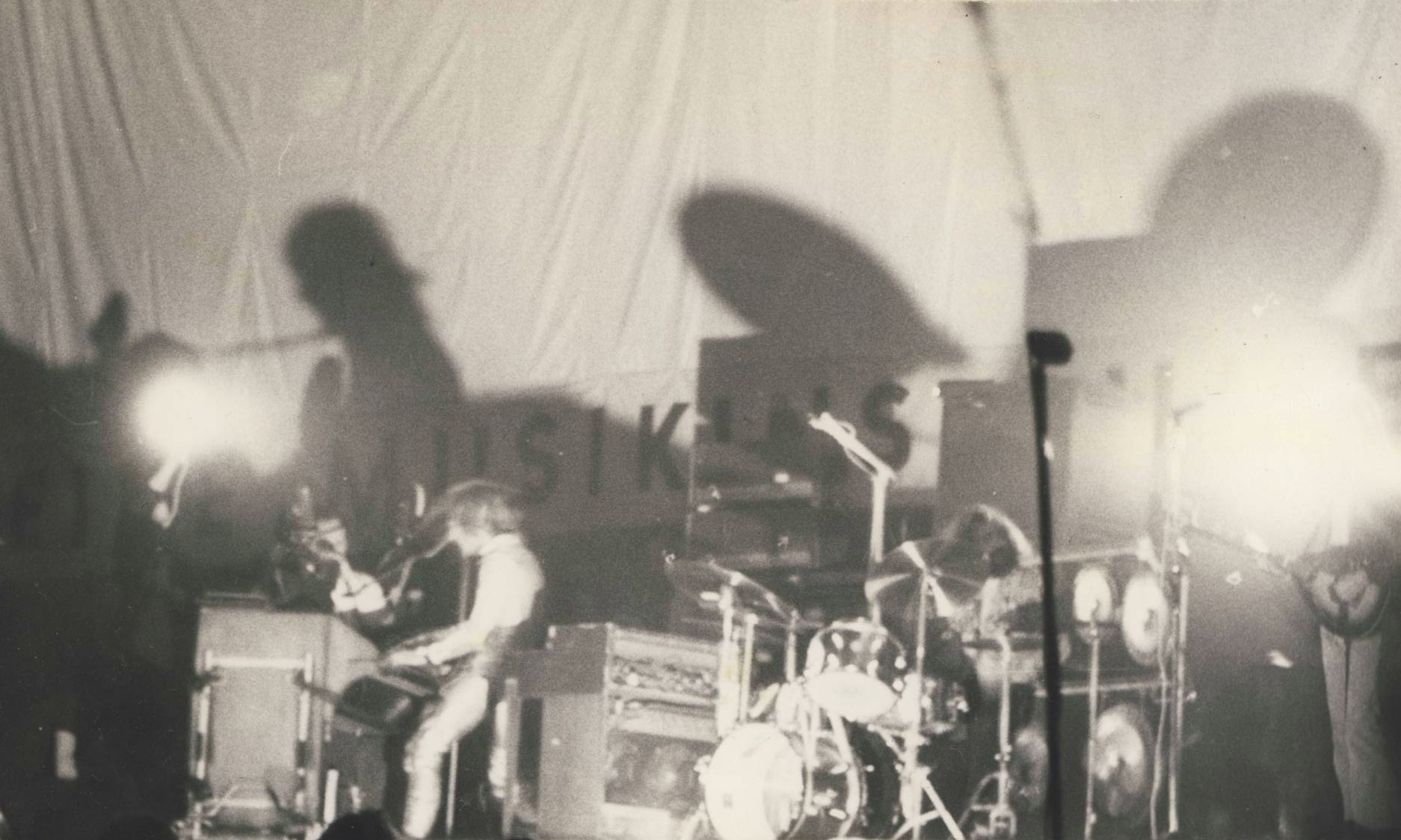
The Nice bei ihrem vorletzten Konzert Ostern 1970 in Hamburg

Nach einem Auftritt beim Windsor Blues Festival bekamen sie schon bald einen Plattenvertrag von Immediate angeboten. Im Herbst 1967 wurde daraufhin ihr Debütalbum The Thoughts of Emerlist Davjack eingespielt, das Anfang 1968 erschien. Das Album ist sehr an die Orgelmusik von Johann Sebastian Bach angelehnt. Emersons Orgelspiel verdrängte aber den Gitarristen O’List von der Bildfläche, der kurz darauf ausschied.
Im Juli des Jahres kam die Coverversion von Bernsteins America in höhere Gefilde der Charts. Auch sonst erregte die Single große Aufmerksamkeit. Das Cover bestand aus einer Zusammenstellung verschiedener Bilder der Köpfe von Robert F. Kennedy und Martin Luther King. Bei einem Konzert in der Royal Albert Hall in London ging bei America auch noch eine US-Flagge in Flammen auf. Dies führte zu einem lebenslangen Auftrittsverbot für die Royal Albert Hall.
Auf Ars Longa Vita Brevis, das Ende 1968 auf den Markt kam, waren verschiedene Überarbeitungen klassischer Stücke, unter anderem von Bach, Sibelius und Tschaikowski zu hören. Vom Stil her vereinigten sie auf dem Album Einflüsse aus Rock, Blues und Jazz. Die für das Album namensgebende Suite nahm die zweite Seite der Schallplatte ein und war von einem Orchester begleitet.
1969 erschien das Album Nice, das in den britischen Charts unter die Top 5 vorrückte. Es enthielt sehr reichhaltige, symphonisch anmutende Instrumentierungen und wurde von Kritikern hochgelobt. Im Oktober des Jahres wurde Emersons Five Bridges Suite aufgeführt, für die das Londoner Symphonieorchester angeheuert worden war.
Im darauffolgenden Jahr tourten The Nice durch Europa und spielten auf dem Prager Beat Festival. Kurz vor einer geplanten US-Tournee gab Emerson aber überraschend die Trennung der Nice bekannt. Auf dem dreitägigen Pop & Bluesfestival am Osterwochenende 28./29. März 1970 in der Hamburger Ernst-Merck-Halle zelebrierte The Nice noch einmal ihre Musik in einer emphatischen Nacht. Am 30. März 1970 gab die Band ihr Abschiedskonzert im Berliner Sportpalast. Posthum erschienen 1971 die LP Elegy und der Sampler Autumn ’67 – Spring ’68.
Keith Emerson bildete mit Greg Lake von King Crimson und Carl Palmer von Atomic Rooster die Gruppe Emerson, Lake and Palmer (ELP).
Lee Jackson gründete die Gruppe Jackson Heights und Brian Davison die Gruppe Brian Davison’s Every Which Way.
Brian Davison und Lee Jackson starteten 1974 zusammen mit Keyboarder Patrick Moraz die Gruppe Refugee, die jedoch nur für eine LP zusammenblieb, da Moraz zu Yes wechselte. Im März 2007 ist bei der englischen Plattenfirma Voiceprint eine Konzertaufnahme aus der Newcastle City Hall (1974) veröffentlicht worden, die zwei stark umkomponierte The-Nice-Covers (The Diamond Hard Blue Apples of the Moon und She Belongs to Me) enthält.
Jackson und Davison beendeten nach der Auflösung von Refugee ihre Musikerkarriere, bis Keith Emerson The Nice 2002 für eine Reihe von Livekonzerten wiederbelebte. Eines von ihnen wurde 2003 unter dem Titel Vivacitas – Live at Glasgow 2002 veröffentlicht.
Brian Davison erlag am 15. April 2008 fünfundsechzigjährig einem Hirntumor. Keith Emerson starb am 10. März 2016 im Alter von 71 Jahren.

## Diskografie

### Studioalben
| Jahr | Titel                       | Höchstplatzierung, Gesamtwochen, AuszeichnungChartplatzierungen (Jahr, Titel, Platzierungen, Wochen, Auszeichnungen, Anmerkungen) | Höchstplatzierung, Gesamtwochen, AuszeichnungChartplatzierungen (Jahr, Titel, Platzierungen, Wochen, Auszeichnungen, Anmerkungen) | Anmerkungen                                                                               |
| Jahr | Titel                       | UK | US | Anmerkungen                                                                               |
| ---- | --------------------------- | --- | --- | ----------------------------------------------------------------------------------------- |
| 1969 | Nice                        | UK3 (6 Wo.)UK | — | auch bekannt als Everything As Nice As Mother Makes It vier Studiotracks, zwei Livetracks |
| 1970 | Five Bridges                | UK2 (21 Wo.)UK | US197 (5 Wo.)US |                                                                                           |
| 1972 | Keith Emerson with The Nice | — | US152 (8 Wo.)US |                                                                                           |

Weitere Studioalben
- 1968: The Thoughts of Emerlist Davjack
- 1968: Ars Longa Vita Brevis

### Livealben
| Jahr | Titel | Höchstplatzierung, Gesamtwochen, AuszeichnungChartplatzierungen (Jahr, Titel, Platzierungen, Wochen, Auszeichnungen, Anmerkungen) | Höchstplatzierung, Gesamtwochen, AuszeichnungChartplatzierungen (Jahr, Titel, Platzierungen, Wochen, Auszeichnungen, Anmerkungen) | Anmerkungen |
| Jahr | Titel | UK | US | Anmerkungen |
| ---- | ----- | --- | --- | ----------- |
| 1971 | Elegy | UK5 (11 Wo.)UK | — |             |

Weitere Livealben
- 1996: America – The BBC Sessions
- 2001: The Swedish Radio Sessions
- 2002: BBC Sessions
- 2003: Keith Emerson and the Nice: Vivacitas – Live at Glasgow 2002
- 2009: Live at the Fillmore East December 1969

### Kompilationen
- 1972: Autumn ’67 – Spring ’68 (auch veröffentlicht als Autumn to Spring)
- 1989: Intermezzo – Live 1970
- 1998: The Immediate Years (3-CD-Box)
- 1999: Nice Hits Nice Bits
- 1999: The Long Versions (2-CD)
- 2000: America – The BBC Sessions
- 2000: Beat-Club – The Best of ’68 (DVD; u. a. mit The Nice – Hang on to a Dream)

### Singles
| Jahr | Titel Album | Höchstplatzierung, Gesamtwochen, AuszeichnungChartplatzierungen (Jahr, Titel, Album, Platzierungen, Wochen, Auszeichnungen, Anmerkungen) | Höchstplatzierung, Gesamtwochen, AuszeichnungChartplatzierungen (Jahr, Titel, Album, Platzierungen, Wochen, Auszeichnungen, Anmerkungen) | Anmerkungen                         |
| Jahr | Titel Album | UK | US | Anmerkungen                         |
| ---- | ----------- | --- | --- | ----------------------------------- |
| 1968 | America –   | UK21 (15 Wo.)UK | — | Erstveröffentlichung: 21. Juni 1968 |

Weitere Singles
- 1967: The Thoughts of Emerlist Davjack
- 1968: Brandenburger
- 1969: Hang on to a Dream
- 1969: Country Pie

## Trivia
Einer der Roadies der Band war Lemmy Kilmister, der später mit Bands wie Hawkwind und Motörhead berühmt wurde. Von ihm erhielt Keith Emerson zwei Hitlerjugend-Messer, mit denen er in der Folgezeit bei Konzerten seine Hammondorgel traktierte.